# Sarai Mir
Sarai Mir là một thị xã và là một nagar panchayat của quận Azamgarh thuộc bang Uttar Pradesh, Ấn Độ.

## Nhân khẩu
Theo điều tra dân số năm 2001 của Ấn Độ, Sarai Mir có dân số 15.526 người. Phái nam chiếm 51% tổng số dân và phái nữ chiếm 49%. Sarai Mir có tỷ lệ 58% biết đọc biết viết, thấp hơn tỷ lệ trung bình toàn quốc là 59,5%: tỷ lệ cho phái nam là 64%, và tỷ lệ cho phái nữ là 52%. Tại Sarai Mir, 21% dân số nhỏ hơn 6 tuổi.